# 목동야구장
목동야구장(木洞野球場, Mokdong Baseball Stadium)은 대한민국 서울특별시 양천구 목동의 목동운동장 내에 있는 야구장이다.
1987년 6월 17일에 착공(기공식 행사는 6월 24일)하여 1989년 11월 14일에 준공했다. 본래 아마추어 경기만 열리던 야구장이었으나, 2008년 현대 유니콘스 선수단을 인수하여 재창단한 KBO 리그 팀 넥센 히어로즈의 1군 홈 구장으로 사용하기 시작해 2015년까지 KBO 리그 경기가 열렸으며 이외에 일부 2군 경기도 열렸다. 총 12,500명의 관중을 수용할 수 있고 야구장 전광판 뒤에 경인고속도로가 있어서 외야 관중석이 없다.
고척스카이돔이 건설 중인 2014년 9월에 서울특별시청과 대한야구협회 측이 고척 스카이돔이 완공되면 목동야구장을 다시 아마추어전용 야구장으로 사용하기로 협의하면서, 히어로즈는 목동을 떠나는 것이 확정됐다. 2015년 10월 14일 이후부터는 넥센 히어로즈가 고척스카이돔으로 떠나면서 목동야구장은 KBO 리그 경기에서 제외되었다. 현재는 고교야구 기간에 경기 구장으로 사용되며, 저니맨 외인구단의 홈 구장으로 사용되고 있기도 하다.
2008년 3월 19일 야간조명이 설치된 뒤 같은 해 4월 1일 첫 프로야구 야간경기가 개최됐다. 그러나 야구장 주변에 거주하는 주민들의 민원 때문에 2023년 6월부터 고교야구 야간경기를 하지 않고 있다. 이 때문에 잠실야구장을 대체할 돔 구장의 건설이 확정되면서, 목동야구장을 대체 야구장으로 쓸 수 없는 상황에 놓이게 됐다.

## 주차장
- 수용대수 : 약 600대

## 같이 보기
- 키움 히어로즈
- KBO 리그
- 대한민국의 야구 경기장 목록
- 일본의 야구 경기장 목록
- 대만의 야구 경기장 목록